# Gustav Adolf Bergenroth
Gustav Adolf Bergenroth (Olecko, 26 febbraio 1813 – Madrid, 13 febbraio 1869) è stato uno storico tedesco.
Funzionario statale, fu licenziato ed esiliato per le sue simpatie con il movimento rivoluzionario del 1848.
Bergenroth si recò in Inghilterra per raccogliere materiale per una storia dei Tudor, quindi in Spagna per esaminare i documenti dell'archivio di Simancas peraltro non disponibili al pubblico. Solo dopo una lunga e perseverante attesa e con l'appoggio del barone Werthern, ministro prussiano, riuscì a consultare e copiare i documenti che gli interessavano per la sua ricerca storica.
Nel 1868 pubblicò a Londra, in copia integrale, i documenti raccolti con il titolo di Calendar of Letters, Despatches, &c., relating to Negotiations between England and Spain, poi ripreso da Karl Hillebrand.
Tra i documenti pubblicati diede particolare risalto ai centoquattro che riguardavano la vicenda storica di Giovanna di Castiglia, che ne provavano la sanità mentale in contrapposizione con la versione ufficiale che la voleva insana di mente.